# Čerin (otok)
Čerin je nenaseljen otok v Jadranskem morju. Pripada Hrvaški. Nahaja se v Lastovskem kanalu, ob zahodnem delu južne obale otoka Korčule, približno 310 m od njegove obale, nasproti vasi Prižba. Je katastrski del občine Blato.
Površina otoka je 1808 m², od morja pa se dviga približno 1 m.